# Ceux du kolkhoze
Pour plus de détails, voir Fiche technique et Distribution.
Ceux du kolkhoze (russe : Крестьяне, Krestiane) est un film dramatique soviétique réalisé par Fridrikh Ermler et sorti en 1935.
Lors du Festival international du film de Moscou 1935, le studio Lenfilm est récompensé par le grand prix pour trois films Tchapaïev, La Jeunesse de Maxime et Ceux du kolkhoze.

## Synopsis
Au début des années 1930. Guerassim Platonovitch, éleveur au kolkhoze « Lebiaji gorki », cherche à saper la propriété collective. Il s'y prend de manière astucieuse : sachant qu'il y a une pénurie de fourrage, il augmente le cheptel porcin. Il persuade ensuite le frère de sa femme, Egorka, membre de la coopérative, de se prononcer en faveur de la distribution de la moitié du troupeau aux fermes. Sa femme Varvara tente de l'en empêcher, mais les membres de la coopérative s'opposent à elle et le président propose de l'exclure de la coopérative. Le chef du département politique, Nikolaï Mironovitch, arrive au village et organise une réunion au cours de laquelle il propose de défricher un terrain envahi par la végétation pour le labourer et le cultiver. Varvara surprend une conversation entre son mari et sa mère, dans laquelle il dit qu'il va détruire la coopérative. À la question de sa femme, Guerassim, agité et excité, tombe soudainement le masque : oui, il est un koulak, un ennemi du pouvoir soviétique. Comprenant que Varvara va le dénoncer, Guerassim tue sa femme. La déclaration inachevée de sa femme, dans laquelle elle dit que « sans la coopérative, elle préfère se pendre », lui permet de mettre en scène le suicide de Varvara. En même temps, il répand des rumeurs selon lesquelles sa femme a été harcelée et intimidée par son exclusion de la coopérative. Mais le chef du département politique commence à soupçonner Guerassim. Guerassim incite Egorka à tuer le chef du département politique, mais celui-ci, comprenant qu'il n'est qu'un instrument aveugle entre les mains de l'ennemi, avoue son crime. Guerassim est démasqué.

## Fiche technique
- Titre français : Ceux du kolkhoze[1] ou Les Paysans[2]
- Titre original : Крестьяне, Krestiane[3],[4]
- Réalisation : Fridrikh Ermler
- Scénario : Fridrikh Ermler, Manuel Bolchintsov (ru), Viktor Portnov
- Photographie : Aleksandr Guintsbourg
- Musique : Venedikt Pouchkov (ru)
- Décors : Nikolaï Souvorov
- Production : Lenfilm
- Pays de production :  Union soviétique
- Langue originale : russe
- Format : Noir et blanc - 1,37:1 - Son mono - 35 mm
- Durée : 114 minutes
- Genre : Drame
- Dates de sortie : 
  - Union soviétique : février 1935 (Festival de Moscou 1935) ; 7 avril 1935 (sortie nationale)

## Distribution
- Ielena Iounguer — Varvara Netchaïeva
- Boris Poslavski (ru) — Iegor Platonovitch Netchaïev
- Alekseï Petrov — Guérassim Platonovitch
- Iekaterina Kortchaguina-Aleksandrovskaïa (ru) — la mère de Guerassim
- Nikolaï Bogolioubov — Nikolaï Mironovitch, le chef du comité politique
- Vladimir Gardine — grand-père Anissim
- Ivan Tchouveliov (ru) — Kostia
- Piotr Aleïnikov — Pierka
- Vladimir Sladkopevtsev (ru) — Volodka
- Valeri Solovtsov (ru) — assistante du chef du département politique
- Vladimir Loukine — Matveïev
- Olga Kaziko (ru) — Nioucha
- Maria Blumenthal-Tamarina — une kolkhosienne
- Pavel Volkov (ru) — un kolkhosien
- Ksenia Denissova — une kolkhosienne
- Stepan Kaïoukov — un kolkhosien
- Boris Tchirkov — un soldat de l'Armée rouge

## Production
Le film a été tourné dans l'oblast de Pskov, dans le village de Zriakovskaïa Gora (ru),,